# Weinfelden (huyện)
Huyện Weinfelden (tiếng Pháp: District du Weinfelden, tiếng Đức: Bezirk Weinfelden) là một huyện hành chính của Thụy Sĩ. Huyện này thuộc bang Thurgau. Huyện Weinfelden có diện tích 124 km², dân số theo thống kê của cục thống kê Thụy Sĩ năm 1999 là 24111 người. Trung tâm của huyện đóng ở Weinfelden. Mã của huyện là 2008.